# Mud (musikgrupp)
Mud var en engelsk glamrockgrupp, bildad i Carshalton, Surrey 1966, bestående av Les Gray, Rob Davies, Ray Stiles och Dave Mount.
Efter att ha haft föga framgång med sina tidiga singlar så började Mud samarbeta med producenterna Nicky Chinn och Mike Chapman och fick sedan enorma framgångar både i Sverige och i England. I England nådde de förstaplatsen på hitlistan med låtarna "Tiger Feet", "Lonely this Christmas" och "Oh Boy". Efter att de brutit samarbetet med Chinn & Chapman började flödet av hitlåtar att minska, och gruppen splittrades 1983.

Under 2000-talet fick Rob Davies stor framgång som låtskrivare när han var med och skrev Spillers "Groovejet (If This Ain't Love)" och Kylie Minogues "Can't Get You Out of My Head".
Les Gray dog i en hjärtattack 2004 och Dave Mount begick självmord 2006.

## Medlemmar
- Les Gray (född Thomas Leslie Gray 9 april 1946 i Carshalton, Surrey, död 21 februari 2004 i Lagos, Portugal) – sång
- Rob Davis (född Robert Berkeley Davis 1 oktober 1947 i Carshalton) – gitarr
- Ray Stiles (född Raymond John Stiles 20 november 1946 Guildford, Surrey) – basgitarr
- Dave Mount (född David George Mount 3 mars 1947 i Carshalton, död 2 december 2006 i Carshalton) – trummor

## Diskografi (urval)
Album
- Mud Rock (1974)
- Mud Rock Volume 2 (1975)
- Mud's Greatest Hits (1975) (samlingsalbum)
- Use Your Imagination! (1975)
- It's Better Than Working (1976)
- Mudpack (1976)
- Rock On (1977)'
- As You Like It (1979)
- Mud Featuring Les Gray (1982)
- Let's Have A Party (1990)

Singlar (topp 40 på UK Singles Chart)
- "Crazy" / "Do You Love Me" (1973) (#12)
- "Hypnosis" / "Last Tango in London" (1973) (#16)
- "Dyna-mite" / "Do It All Over Again" (1973) (#4)
- "Tiger Feet" / "Mr. Bagatelle" (1974) (#1)
- "The Cat Crept In" / "Morning" (1974) (#2)
- "Rocket" / "The Ladies" (1974) (#6)
- "Lonely This Christmas" / "I Can't Stand It" (1974) (#1)
- "The Secrets That You Keep" / "Still Watching The Clock" (1975) (#3)
- "Oh Boy" / "Watching The Clock" (1975) (#1)
- "Moonshine Sally" / "Bye Bye Johnny" (1975) (#10)
- "One Night" / "Shake, Rattle and Roll" / "See You Later Alligator" (1975) (#32)
- "L'L'Lucy" / "My Love Is Your Love" (1975) (#10)
- "Show Me You're a Woman" / "Don't You Know" (1975) (#8)
- "Shake It Down" / "Laugh Live Love" (1976) (#12)
- "Lean on Me" / "Greacian Lament" (1976) (#7)